# Kathedrale von Cuernavaca

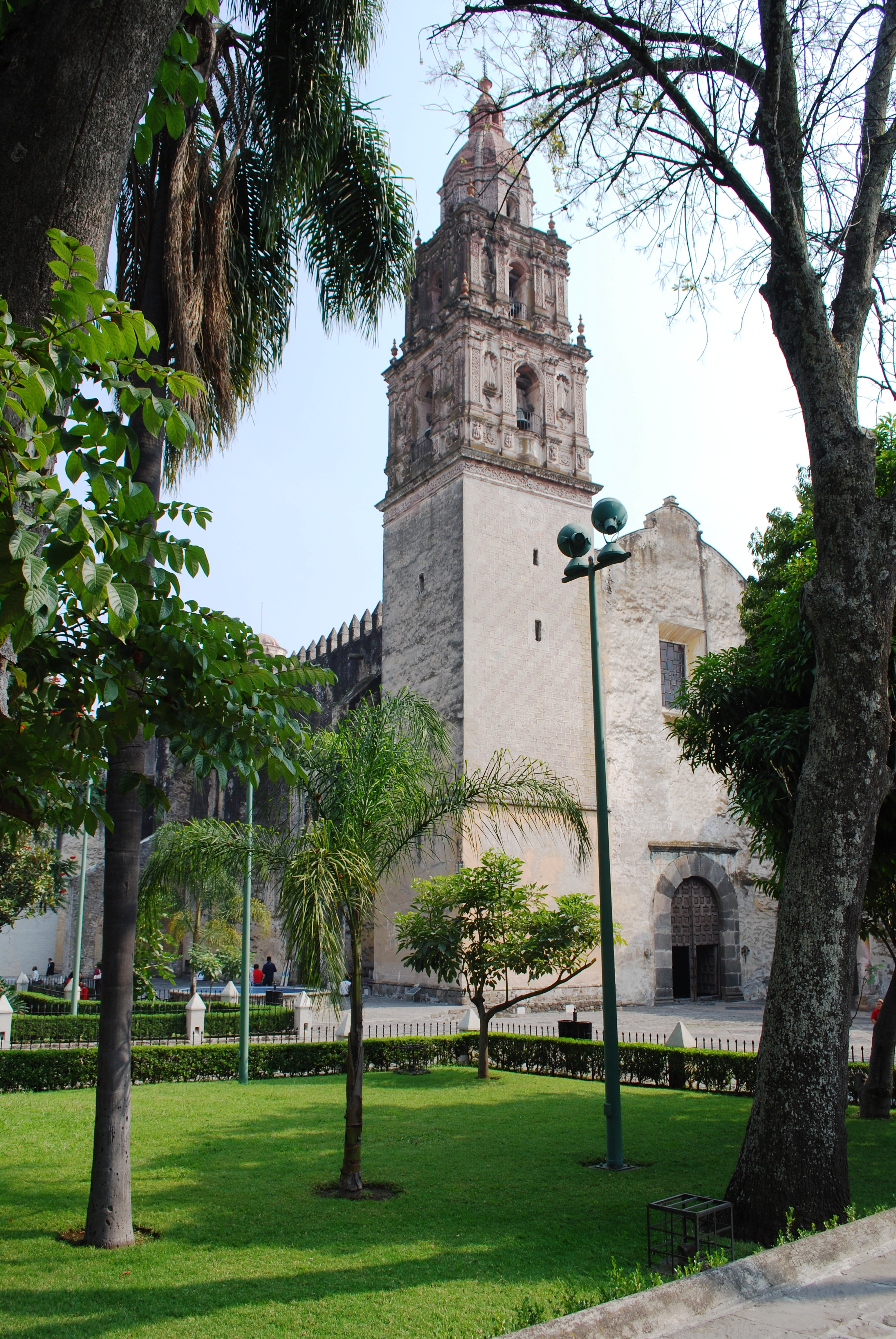
Kathedrale von Cuernavaca

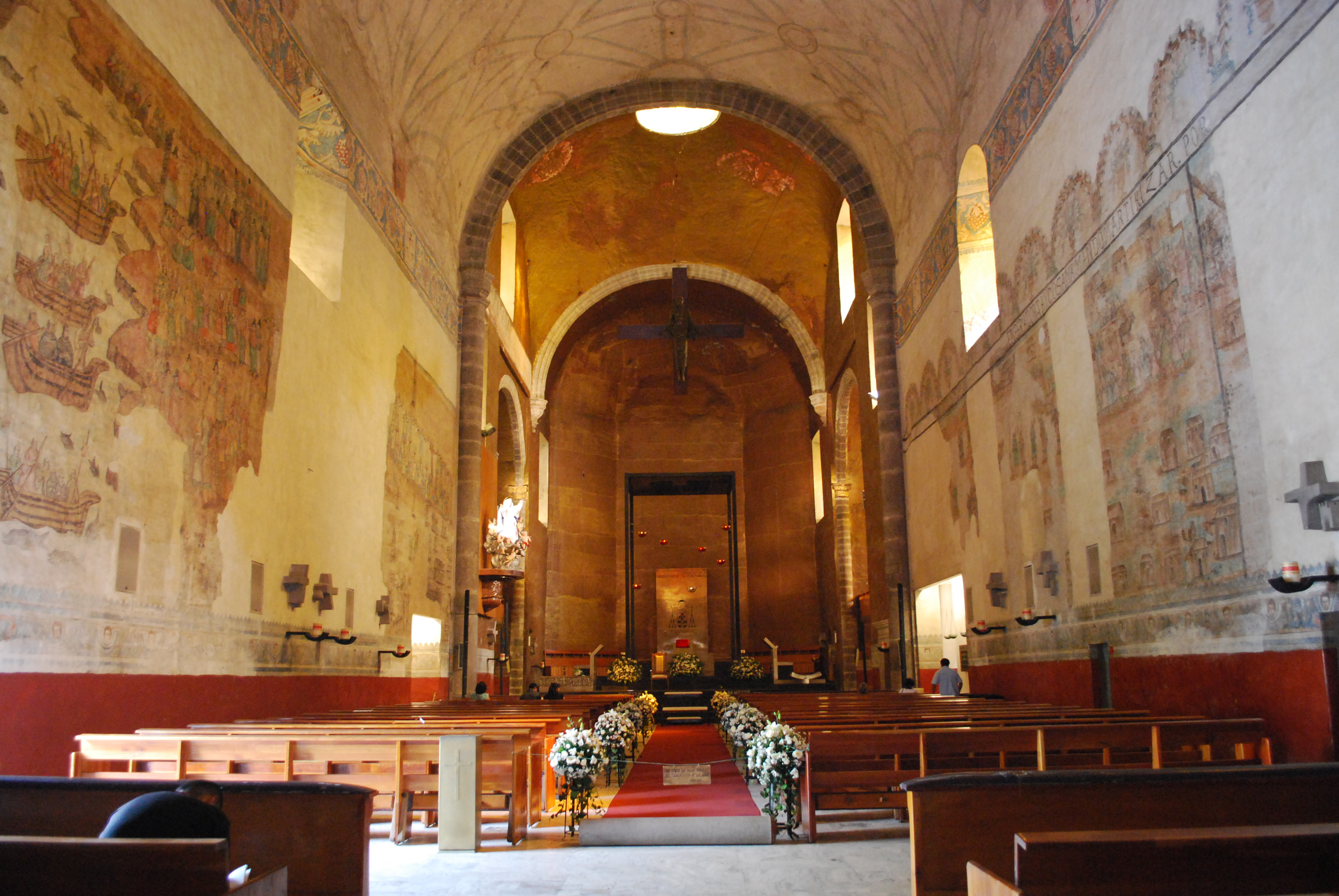
Kirchenschiff mit Wandfresken

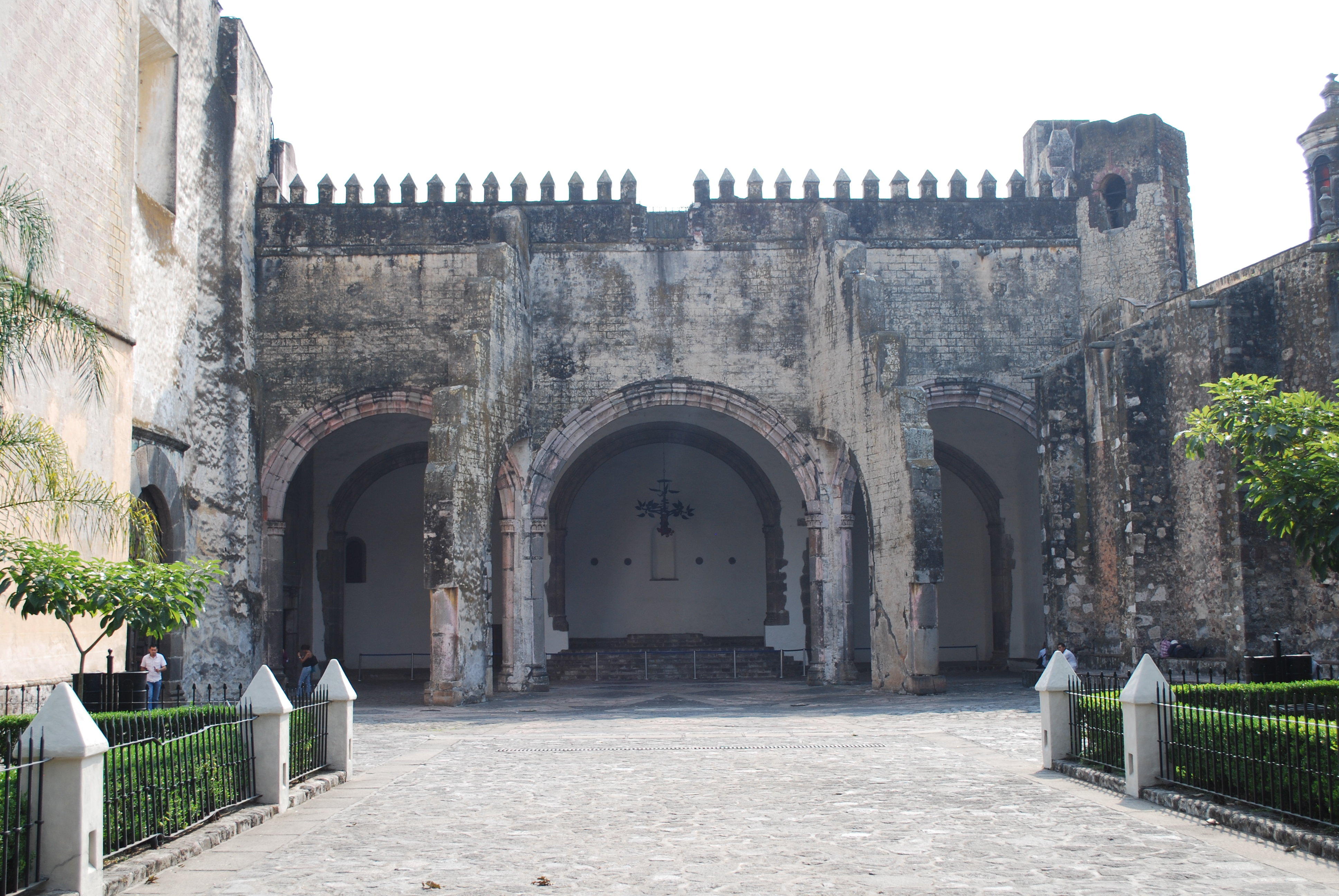
Capilla abierta

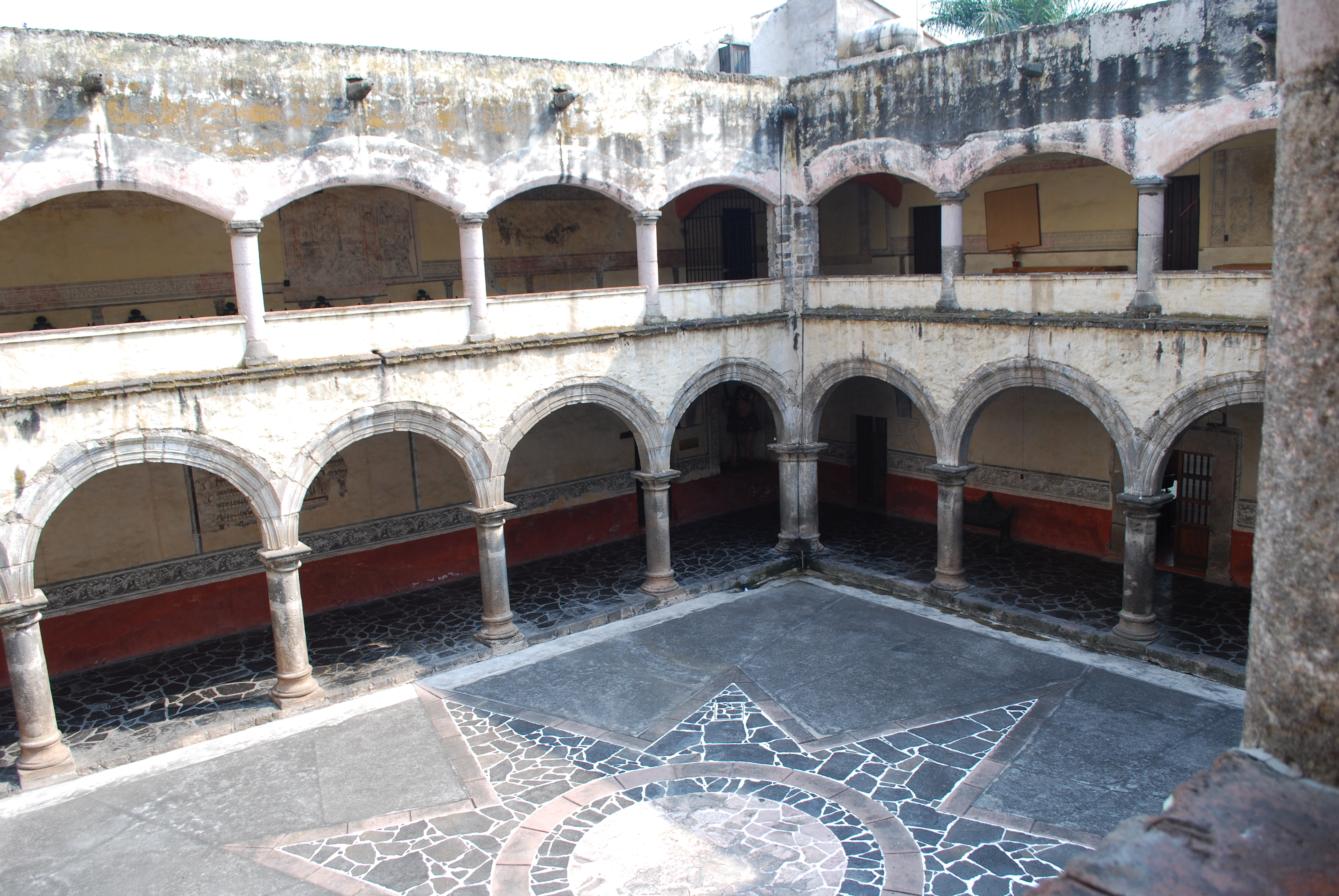
Kreuzgang (claustro)

Die Kathedrale von Cuernavaca (Catedral de la Asunción de María „Mariä Himmelfahrt“) ist die Bischofskirche des römisch-katholischen Bistums Cuernavaca in der zentralmexikanischen Großstadt Cuernavaca. Als Teil der Missionsstationen am Fuße des Popocatépetl gehört sie seit 1994 zum UNESCO-Welterbe.

## Lage
Die etwa 1550 m hoch gelegene Großstadt Cuernavaca befindet sich etwa 75 km (Fahrtstrecke) südlich von Mexiko-Stadt; die Kathedrale liegt im Stadtzentrum unweit des Palacio Cortés. Die präspanische Stätte von Teopanzolco ist ungefähr 3 km in östlicher Richtung entfernt.

## Geschichte
Vier Jahre nach der Eroberung und Zerstörung von Tenochtitlan kam eine Gruppe von Franziskanermönchen in den hauptsächlich von Indios bewohnten, aber von Hernán Cortés zu seiner Residenz erwählten Ort, um hier einen Konvent zur Missionierung der Indios zu errichten. Die heutige Kathedrale entstand um die Mitte des 16. Jahrhunderts als Missionskirche und blieb weitgehend in ihrem ursprünglichen Zustand erhalten; lediglich die Spitze des Glockenturms (campanario) wurde nach einem Erdbeben im Jahr 1882 erneuert. Neun Jahre später wurde das Bistum Cuernavaca gegründet.

## Architektur
Die Fassade der Kirche mit ihrem Rundbogenportal ist einfach und schmucklos gehalten. Rechtwinklig dazu befindet sich eine dreischiffige „Offene Kapelle“ (capilla abierta) zur Abhaltung von Messen für die Indios, die an das Betreten von Gotteshäusern nicht gewöhnt waren. Das Innere der Kirche ist einschiffig und wird von einem Tonnengewölbe bedeckt; die kuppelbedeckte Vierung wird von einer Laterne überhöht.

## Ausstattung
Ein Freskenzyklus aus dem 17. Jahrhundert schmückt die Wände der Kirche. Sein Thema ist die Reise und das Martyrium einer Gruppe von Mönchen nach und in Japan („Märtyrer von Nagasaki“) im Jahr 1597.

## Kreuzgang
Der zweigeschossige barocke Kreuzgang ist ein Werk des 17. oder 18. Jahrhunderts.